# Marcello Pirani

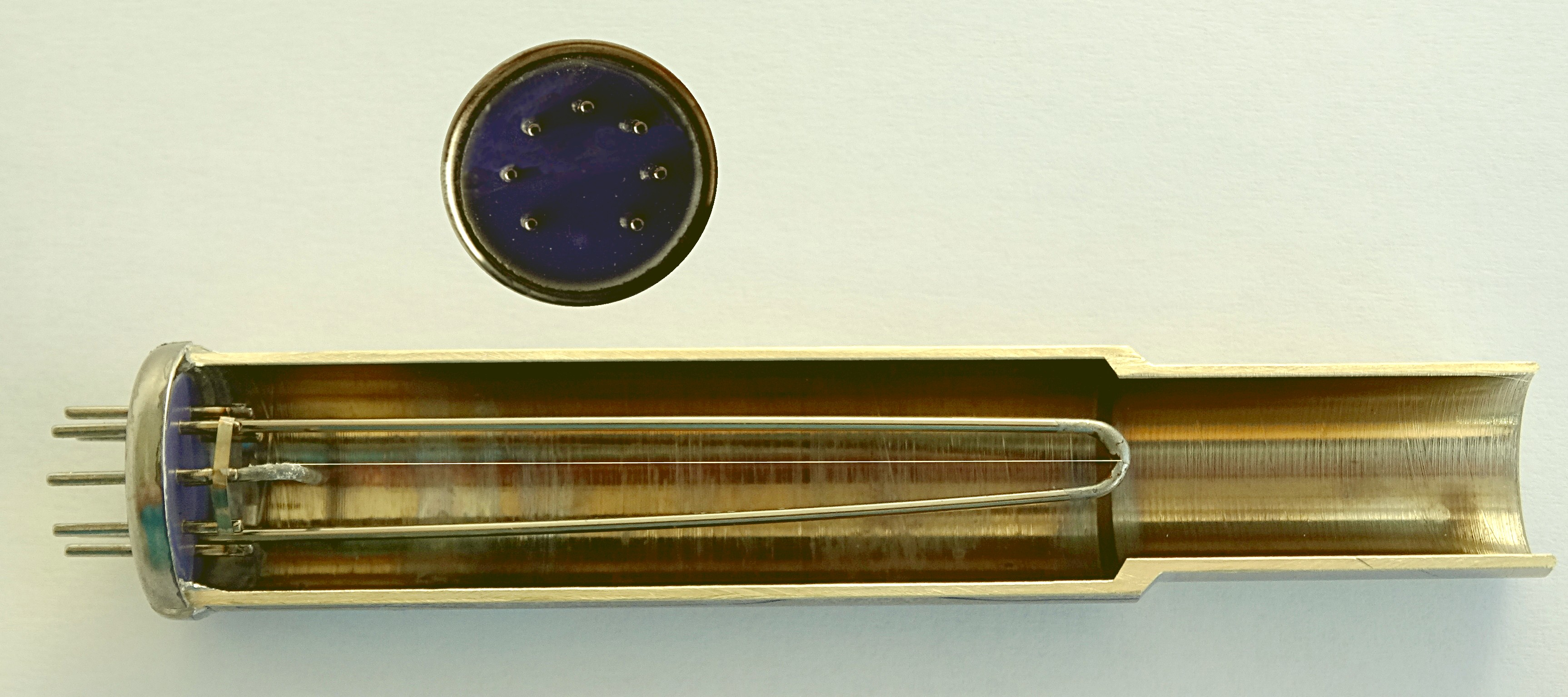
Messfühler eines Pirani-Vakuummeters, geöffnet

Marcello Stefano Pirani (* 1. Juli 1880 in Berlin; † 11. Januar 1968 ebenda) war Erfinder des nach ihm benannten Vakuummeters zur Druckmessung nach dem Wärmeleitprinzip, des Pirani-Vakuummeters. Zudem leistete Marcello Pirani richtungsweisende Pionierarbeiten auf dem Gebiet der Gasentladung.

## Leben
Pirani war der Sohn des italienischen Komponisten Eugenio di Pirani (1852–1939), und dessen deutschjüdischer Frau Clara, geb. Schönlank. 1899 immatrikulierte sich Marcello Pirani an der Universität Berlin für Mathematik und Physik, wo er 1903 mit Messungen der Dielektrizitätskonstante fester Körper bei Emil Warburg promovierte. Anschließend nahm er eine Assistentenstelle am Physikalischen Institut der Technischen Hochschule Aachen an.
Von 1904 bis 1919 war Marcello Pirani im Glühlampenwerk der Siemens & Halske AG in Berlin angestellt, wo er die Leitung des Laboratoriums übernahm. In dieser Zeit konstruierte er ein neues Vakuum-Messgerät, das heute unter dem Namen „Pirani-Vakuummeter“ international bekannt ist. Es arbeitet im Druckbereich von 10−4 mbar bis 1000 mbar und benutzt die Druckabhängigkeit der Wärmeleitung zur Messung. Die Änderung der Wärmeleitfähigkeit wird mit Hilfe der Widerstandsänderung eines elektrisch erhitzten Drahts gemessen.
In den Kriegsjahren 1915 bis 1918 beschäftigte sich Marcello Pirani als Kriegsfreiwilliger mit wissenschaftlich-technischen Aufgaben unter anderem mit Problemen der drahtlosen Telegraphie.
Nach dem Ersten Weltkrieg nahm er zusätzlich zu seiner Arbeit bei Siemens & Halske AG eine Titularprofessorstelle an der Technischen Hochschule Berlin-Charlottenburg an.
Von 1919 bis 1936 arbeitete Marcello Pirani bei der neu gegründeten Osram-Gesellschaft als Leiter der Wissenschaftlich-Technischen Dienststelle für elektrische Beleuchtung. Er forschte an Glühlampen und der Herstellung von Leuchtstoffröhren und Natriumdampflampen. 1930 erschien sein Buch über Wärmeerzeugung auf elektrischem Wege. 1932 entwickelte er mit Alfred Rüttenauer Oxidelektroden für Quecksilber-Niederdrucklampen mit Leuchtstoffbelag.
Vor Beginn des Zweiten Weltkrieges emigrierte Pirani 1936 als bekennender Quäker nach England, wo er bis 1941 im Forschungslaboratorium der General Electric Co. Ltd. in Wembley tätig war. Er arbeitete auf den Gebieten Entladungsröhren und hochfeuerfeste Materialien.
Anschließend war Pirani wissenschaftlicher Berater bei British Coal Utilisation Research Association in London. Von 1947 bis 1952 war Pirani Wissenschaftlicher Berater bei British-American Research Ltd. in London.
1953 kehrte Marcello Pirani nach Deutschland zurück, wo ihn die Osram-Gesellschaft in Berlin als wissenschaftlicher Berater herbeizog. Mit den Gebieten Gasentladung, Glas und Keramik beschäftigte sich Pirani bis ins hohe Alter.